# Ни-Йо
Ни-Йо (англ. Ne-Yo, настоящее имя — Шейфер Чимер Смит (англ. Shaffer Chimere Smith); род. 18 октября 1979; Камден, штат Арканзас, США) — американский певец, автор песен, продюсер, актёр. Обладатель трёх премий Грэмми.
В 2009 году журнал Billboard поставил Ни-Йо на 57 место в рейтинге «Артисты десятилетия». Также Ни-Йо продолжает писать тексты песен для других исполнителей.

## Детство
Шейфер Чимер Смит родился 18 октября 1979 года в Камдене, штат Арканзас. Его отец имеет афроамериканские и китайские корни, а мать — афроамериканка; оба были музыкантами.
С раннего детства, после того как родители развелись, мальчик воспитывался матерью. В надежде на лучшие возможности, мать перевезла всю семью в Лас-Вегас. Поступив в академию «Las Vegas Academy of International Studies, Performing and Visual Arts», Смит берёт себе псевдоним «GoGo» и становится участником R&B-группы Envy. Но в 2000 году группа распалась, и Смит, прежде чем начать сольную карьеру, стал писать тексты песен для других исполнителей.

## Личная жизнь
В 2005 году девушка Ne-Yo Джессика Уайт родила мальчика, которого назвали Чимер, но позже ДНК-тест показал, что ребенок не его.
В 2009 году начал встречаться с Моньеттой Шоу. 12 ноября 2010 года у Шоу и Ne-Yo родилась дочь Мэдилин Грейс Смит. В 2011 году пара обручилась. 9 октября 2011 года у пары родился второй ребенок, сын Мэйсон Эван Смит. В 2013 году, за два месяца до свадьбы, Шоу и Ne-Yo объявили о расставании.
В 2014 году начал встречаться с Кристал Ренэй Уильямс. 20 февраля 2016 года пара поженилась. У супругов трое детей — сыновья Шейфер Чимер «Эс Джей» Смит-младший (род. 15 марта 2016) и Роман Александер-Радж Смит (род. 14 июня 2018) и дочь Изабелла Роуз Смит (род. 25 июня 2021). В феврале 2020 года супруги объявили о разводе. В июле 2020 года Уильямс и Ne-Yo отозвали заявления о разводе.

## Музыкальная карьера

### 1999—2005: начало карьеры

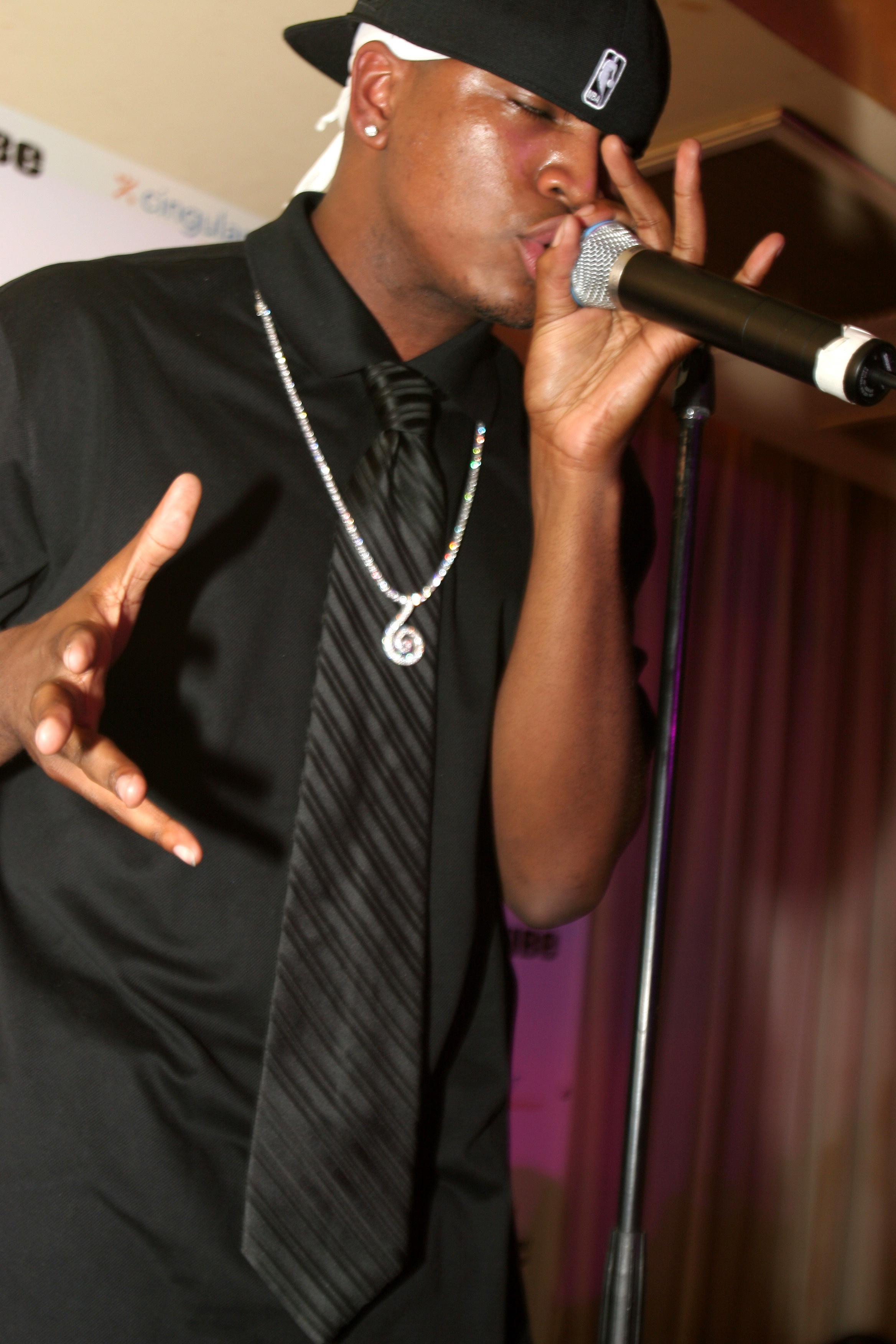
Ne-Yo на выступлении в клубе, июль. 2005

Первые шаги в индустрии звукозаписи Ne-Yo делал в составе квартета Envy, лидером которой была Чимна Орджи. После распада группы в 2000 году, Columbia Records подписывает контракт с Ne-Yo. Но, не успев выпустить свой уже записанный сольный альбом, договор с Ne-Yo был расторгнут. Песня «That Girl» с невыпущенного сольного альбома Ne-Yo случайно попала в руки американскому певцу Маркусу Хьюстон. Перезаписав песню, Маркус выпустил её в 2003 году и включил в свой альбом «MH». Релиз этого сингла сделал Ne-Yo успешным автором текстов песен.
Следующие 2 года Ne-Yo продолжает писать песни для других исполнителей, некоторые из них выходили как синглы. Он написал песни для американских певиц Тедры Мойсес альбом «Complex Simplicity» и Кристины Милиан альбом «It’s About Time», а также для группы Youngstown, для которой Ne-Yo не смог выделить много внимания. Также Ne-Yo внес вклад в творчество Мэри Джей Блайдж, B2K, Файт Эванс, Musiq и многих других.
Известность Ne-Yo приобрел, написав песню «Let Me Love You» для американского певца Марио. Песня достигла первой позиции в Billboard Hot 100 и удерживала лидерство в чарте на протяжении 9 недель. После успешного релиза, Тина Девис, бывший сотрудник Def Jam Recordings, неофициально познакомила Ne-Yo с Эл Эй Рейдом. Ne-Yo подписывает новый контракт с с Def Jam Recordings.

### 2006-07: альбомы «In My Own Words» и «Because of You»
В начале 2006 года Def Jam выпускает дебютный альбом Ne-Yo «In My Own Words». Благодаря популярности второго сингла «So Sick», альбом дебютировал на первой позиции, разойдясь в 301 000 копий в первую неделю продаж. В эту же неделю сингл «So Sick» поднялся на первое место в чарте Billboard Hot 100. Позднее вышли синглы «When You’re Mad» и «Sexy Love», которые достигли 15 и 7 позиции соответственно. Разойдясь тиражом более одного миллиона, альбом получил платиновый сертификат от Американской ассоциации звукозаписывающих компаний.
Второй альбом Ne-Yo «Because of You» вышел 1-го мая 2007 года и возглавил чарт Billboard 200, разойдясь в 251000 копий в первую неделю продаж. Заглавная песня с альбома вышла отдельным синглом и смогла достичь второго места в Billboard Hot 100. Как и первый альбом, «Because of You» получил платиновый статус от Американской ассоциации звукозаписывающих компаний. В декабре 2007 года Ne-Yo и Goo Goo Dolls выступили на концерте по сбору денег для предвыборной кампании в президенты сенатора Барака Обамы. 10 февраля 2008 года на 50-й церемонии «Грэмми» Ne-Yo получил свою первую статуэтку за альбом «Because of You» в категории «Лучший современный R&B альбом».

### 2008-09: альбом «Year of the Gentleman»
5 августа 2008 года вышел третий студийный альбом Ne-Yo «Year of the Gentleman». В первую неделю было продано 250 000 экземпляров альбома в США, что позволило «Year of the Gentleman» занять вторую позицию в чарте Billboard 200. Первые два сингла с альбома, «Closer» и «Miss Independent», достигли 7 позиции в чарте Billboard Hot 100. 8 февраля 2009 года прошла 51-я церемония «Грэмми», на которой Ne-Yo за песню «Miss Independent» получил 2 премии в категориях «Лучшее мужское вокальное R&B исполнение» и «Лучшая R&B песня». Альбом получил платиновый сертификат от Американской ассоциации звукозаписывающих компаний.

### 2010-11: альбом «Libra Scale»
Ne-Yo выпустил свой четвёртый студийный альбом, «Libra Scale», 22 ноября 2010 года. Первым синглом с альбома стала песня «Beautiful Monster», премьера которого состоялась 25 мая 2010 года. Релиз «Beautiful Monster» состоялся 8-го июня 2010. В Великобритании песня заняла первое место в UK Singles Chart. 8 октября 2010 Ne-Yo выступил на концерте, который организовала iHeartRadio, с несколькими песнями со своего нового альбома в P.C. Richard & Son Theater в Нью-Йорке.
В США альбом дебютировал на 9 месте Billboard 200, разойдясь за первую неделю 112000 экземпляров.

### 2011—2012: альбом «R.E.D.»
Ни-Йо выпустил свой пятый студийный альбом «R.E.D.» 6 ноября 2012 года. Первым синглом с альбома стала песня «Lazy Love», премьера которой состоялась 12 июня 2012 года. Вторым синглом стал трек «Let Me Love You (Until You Learn to Love Yourself)». В Великобритании трек занял первое место в UK Singles Chart и достиг 6 строчки в Billboard Hot 100. Также сингл достиг платинового статуса в США. Третьим синглом с альбома стал трек «Forever Now».
В США альбом дебютировал на 4 месте Billboard 200, разойдясь в 66 000 копий в первую неделю продаж.

### 2012—2015: альбом «Non-Fiction»
Релиз шестого студийного альбома Ни-Йо «Non-Fiction» состоялся 27 января 2015 года. Первым синглом с пластинки стала песня «Money Can’t Buy» при участии Jeezy, премьера которой состоялась 29 мая 2014 года. Вторым синглом стал трек «She Knows» при участии Juicy J. Релиз композиции состоялся 16 сентября 2014 года. Также композиция является лид-синглом альбома «Non-Fiction». Трек достиг 19 позиции в Billboard Hot 100. Также сингл достиг платинового статуса в США за продажу в более одного миллиона копий. Третьим синглом стала композиция «Coming With You».
Совместная композиция Ни-Йо и Pitbull «Time Of Our Lives», вошедшая в альбом «Non-Fiction», достигла 9 позиции в американском чарте Billboard Hot 100 и платинового статуса в США.
В США пластинка дебютировала на 5 месте Billboard 200, разойдясь в 59 000 копий в первую неделю продаж.

## Дискография
- 2006: In My Own Words
- 2007: Because of You
- 2008: Year of the Gentleman
- 2010: Libra Scale
- 2012: R.E.D.
- 2015: Non-Fiction
- 2018: Good Man
- 2022: Self Explanatory

## Фильмография
| Год       |    | Русское название                              | Оригинальное название    | Роль                 |
| --------- | -- | --------------------------------------------- | ------------------------ | -------------------- |
| 2006      | в  | За мной последний танец 2                     | Save the Last Dance 2    | Микс                 |
| 2007      | ф  | Братство танца                                | Stomp the Yard           | Рич Браун            |
| 2008      | с  | Лас-Вегас                                     | Las Vegas                | играет себя          |
| 2008      | с  | Все мои дети                                  | All My Children          | играет себя          |
| 2011      | ф  | Инопланетное вторжение: Битва за Лос-Анджелес | Battle: Los Angeles      | капрал Кевин Харрис  |
| 2011      | с  | C.S.I.: Место преступления Нью-Йорк           | CSI: NY                  | Красавец             |
| 2012      | ф  | Красные хвосты                                | Red Tails                | Эндрю «Дымный» Салем |
| 2012      | с  | 90210: Новое поколение                        | 90210                    | играет себя          |
| 2015      | тф | Акулий торнадо 3                              | Sharknado 3: Oh Hell No! | агент Деворо         |
| 2015      | с  | Империя                                       | Empire                   | играет себя          |
| 2016      | с  | Проект Минди                                  | The Mindy Project        | Маркус               |
| 2017      | ф  | Улётные девочки                               | Girls Trip               | играет себя          |
| 2018—2022 | с  | Шаг вперёд: Прилив                            | Step Up: High Water      | Сейдж Одом           |